# Транспортное средство
Транспортное средство — техническое устройство для перевозки людей и/или грузов.
В отличие от грузоподъёмных и подъёмно-транспортных устройств, транспортные средства используют, как правило, для перевозки на относительно дальние расстояния. Транспортные средства классифицируются по типу движителя (двигатель, парус, животные) или способу движения по поверхности: колёсный, гусеничный, рельсовый или лыжный.

## История транспортных средств
- Старейшие лодки, найденные в ходе археологических раскопок, были построены 7000—9000 лет назад[3][4][5][6].
- Старейшее морское судно, построенное 7000 лет назад, было найдено в Кувейте[7].
- Лодки использовались в 4000—3000 гг. до н. э. в Шумере[8], Древнем Египте[9] и Индийском Океане[8].
- Первые повозки, приводимые в движение тягловой силой животного (осла), появились около 3000—4000 лет до н. э.[10]
- Самые первые транспортные средства, которые передвигались по направляющим элементам, использовались на древнегреческом диолке (предшественник железной дороги). Он имел протяжённость от 6 до 8,5 км и проходил через Коринфский перешеек[11][12][13][14][15]. Повозки, которые тащили люди и животные, двигались в пазах, сделанных в известняке, которые создавали подобие рельсового пути и не давали повозкам отклоняться от необходимой траектории движения[15].
- В 200 г. до н. э. Ма Цзюн построил колесницу, указывающую на юг, которая являлась первым транспортным средством, имевшим систему навигации[16].
- В Повести временных лет описывается, как русский князь Вещий Олег изобретает первое самодвижущееся колёсное транспортное средство, движущиеся по земле и приводимое в движение силой ветра, что было невиданным чудом в те времена: В год 6415 (907) Пошёл Олег на греков, оставив Игоря в Киеве; И повелел Олег своим воинам сделать колёса и поставить на колёса корабли. И когда подул попутный ветер, подняли они в поле паруса и пошли к городу. Греки же, увидев это, испугались и сказали, послав к Олегу: «Не губи города, дадим тебе дань, какую захочешь»[17].
- Железные дороги стали появляться в Европе после Тёмных веков. Самым первым упоминанием о железной дороге является витраж в окне Фрайбургского мюнстера, датируемый примерно 1350 г.[18]
- В 1515 году кардинал Маттеус Ланг составил описание Райзцуга — тайного фуникулёра, использующегося в замке Хоэнзальцбург в Австрии. Вагоны фуникулёра передвигались по деревянным рельсам, которые при помощи конопляных верёвок и топчака тянули люди и животные[19][20].
- В 1769 году Николя-Жозеф Куньо построил паровой автомобиль для Французской армии. Считается, что Куньо был первым, кто использовал механический двигатель для приведения в движение самоходного транспортного средства (артиллерийского тягача). Однако в настоящее время существует теория, что Фернан Вербьес, член Иезуитской миссии в Китае, построил автомобиль раньше Куньо — в 1762 году.
- В 80-е гг. XVIII в. Иван Кулибин создал трёхколёсный механический экипаж с педальным приводом. В нём впервые были использованы узлы, используемые и по сегодняшний день: маховик, механический тормоз, коробка передач и подшипники. К сожалению, дальнейшее развитие этот экипаж не получил[21].
- В 1783 году братья Монгольфье запустили первый аэростат.
- В 1801 году Ричард Тревитик построил первый паровоз и кольцевую железную дорогу, для демонстрации его работы. Однако паровоз не мог поддерживать необходимое давление пара в течение длительного времени, и поэтому имел мало практической пользы.
- В 1801 году немецкий барон Карл Дрез создал первый самокат, который он прозвал «машиной для ходьбы». Это транспортное средство считается прародителем велосипедов и мотоциклов[22].
- В 1885 году Карл-Вильгельм Отто Лилиенталь начал проводить аэродинамические эксперименты с первыми летательными аппаратами — самодельными планёрами.
- В 1903 году Братья Райт запустили первый оснащённый двигателем управляемый самолёт.
- В 1907 году состоялся первый управляемый полёт вертолёта с пилотом Полем Корню[23].
- В 1928 году был запущен первый автомобиль с реактивным двигателем Opel-RAK. 1
- В 1929 году был запущен первый планёр с реактивным двигателем Opel RAK.1
- В 1961 году космический корабль Восток-1 осуществил доставку первого человека (Юрия Гагарина) в космос.
- В 1969 году Программа Аполлон произвела посадку первого управляемого космического корабля на Луне.
- В 2010 году количество эксплуатируемых транспортных средств во всем мире превышает 1 млрд. Примерно по 1 на каждых 7 человек[24].